# Serhij Dozenko
Serhij Mykolajowytsch Dozenko  (* 27. Juli 1979 in Simferopol, russisch Sergei Mikolajowitsch Dozenko, ukrainisch; Сергій Миколайович Доценко) ist ein ehemaliger ukrainischer Boxer im Weltergewicht und Silbermedaillengewinner der Olympischen Spiele 2000.
Er gewann im Februar 1999 mit einem Finalsieg gegen Nurhan Süleymanoğlu, das 50. Strandja-Turnier in Polen. Zudem gewann er im Oktober desselben Jahres den Black Sea Cup in der Ukraine, unter anderem mit einem Sieg gegen Oleg Saitow. Im Juni 2000 konnte er bei Länderkämpfen noch die beiden Amerikaner James Webb und Walter Wright besiegen.
Daraufhin wurde er zu den 27. Olympischen Spielen in Sydney eingeladen. Er besiegte dabei in der Vorrunde Guillermo Saputo aus Argentinien, im Achtelfinale Parkpoom Jangphonak aus Thailand, im Viertelfinale Danijar Munaitbassow aus Kasachstan und im Halbfinale Vitalie Grușac aus der Republik Moldau. Erst im Finalkampf musste er sich dem Russen Oleg Saitow geschlagen geben und erreichte damit Platz 2 im Weltergewicht.
2001 startete er eine kurze Profikarriere. Er besiegte in Polen Milan Vršecký durch K. o. in der zweiten Runde und in Deutschland Patrick Puskás durch K. o. in der ersten Runde. In seinem dritten Kampf in der Ukraine, siegte er nach Punkten gegen Wolodimir Rubailo und gewann damit den Ukrainischen Meistertitel im Weltergewicht. Anschließend beendete er seine Karriere.